# Montenegro (livro)
Montenegro – As Aventuras do Marechal que Fez uma Revolução nos Céus do Brasil é um livro de Fernando Morais, no estilo reportagem bibliográfica, publicada em outubro de 2006 pela Editora Planeta.

## Sinopse
Este livro apresenta a trajetória militar e as façanhas e sonhos do brasileiro Casimiro Montenegro Filho. Cronologicamente a obra discorre a vida do então tenente em 1930 até a sua morte, no ano de 2000, como marechal-do-ar. Este personagem teve uma vida atribulada e seu início de carreira coincide com fatos que marcaram e mudaram a história brasileira, como em 1930, quando participou ativamente na revolução que acabou com a República Velha ou em 1931 quando foi um dos articuladores do Correio Aéreo Militar, um sonho pessoal e uma pretensão do movimento Tenentista em uma Unidade Nacional num país com dimensões continentais. Além de articulador, Montenegro foi o piloto que fez a primeira viagem deste serviço militar que mais tarde tornou-se o Correio Aéreo Nacional. O livro relata também a participação de Montenegro na Revolução de 1932 e em sua grande obra: a criação do ITA e do CTA, entre outras passagens.